# Al Habtoor City
Al Habtoor City – trzy wieżowce znajdujące się w Dubaju w Zjednoczonych Emiratach Arabskich. Kompleks otwarto w 2018 roku. Mieści się on przy głównej alei Shejka Zayeda, przy moście przechodzącym nad Dubai Water Canal. Budynki zaprojektowali architekci: Khatib and Alami (część hotelowa) oraz WS Atkins (część mieszkalna).

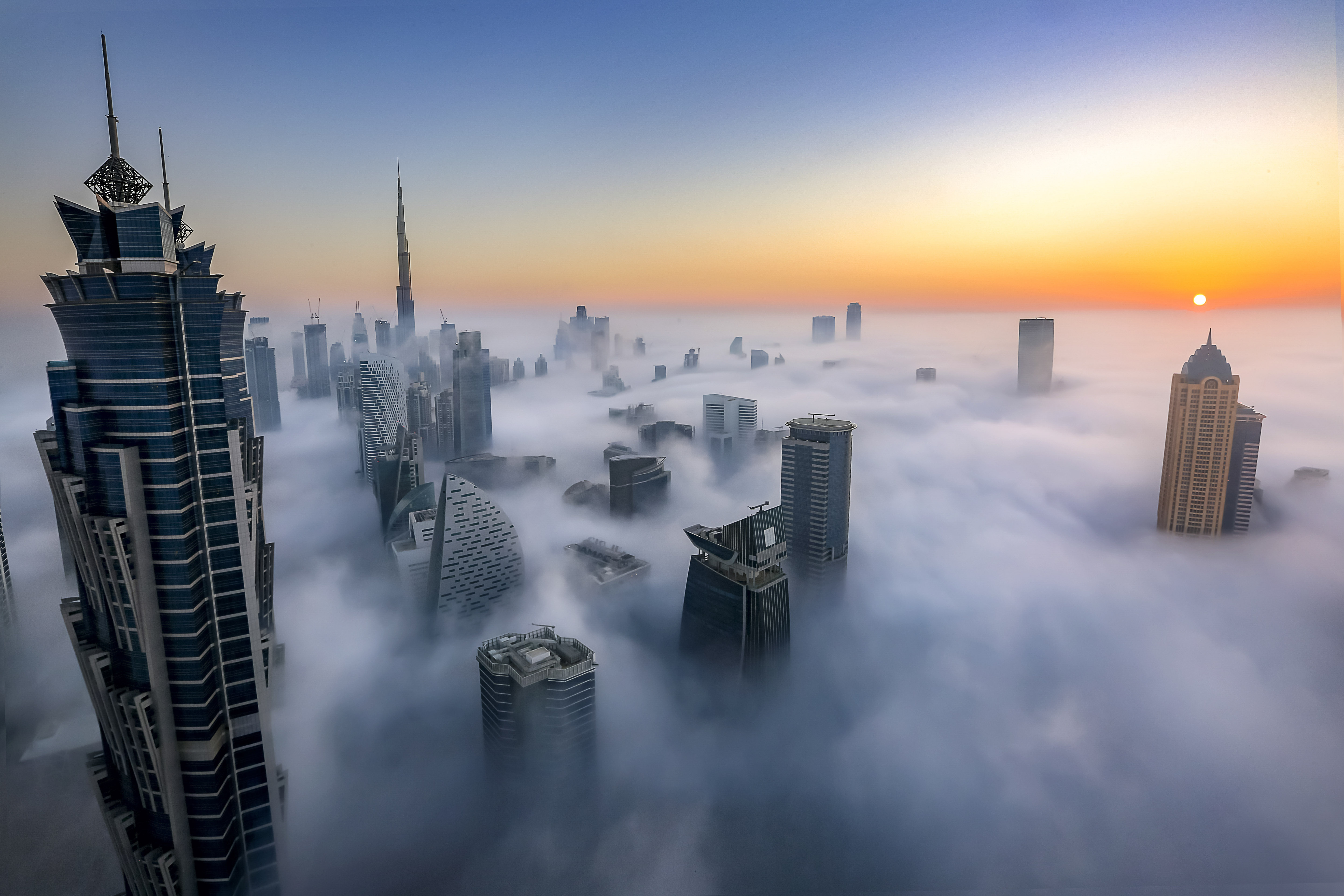
Noora Tower, 2021

## Opis
Jest to kompleks trzech wieżowców-dwóch wysokich na 306 m wysokości (Amna Tower i Noora Tower) i jednego niższego (Meera Tower). Na cały Al Habtoor City składa się 1000 apartamentów. Łączna powierzchnia użytkowa wynosi 390 000 m². Wśród udogodnień znajdują się takie atrakcje jak:
- rozległe ogrody o powierzchni 27 000 m²
- Marina Promenade z dostępem do przystani jachtowej
- na dachu mieści się siłownia i miejsce do odpoczynku
- Akademia tenisa ziemnego
- mnogość barów i kawiarni
- teatr La Perle by Dragone

## Hotele
Kompleks składa się z 3 hoteli:
- Habtoor Palace, LXR Hotels & Resorts
- V Hotel, Curio Collection by Hilton
- Hilton Dubai Al-Habtoor City[3]